# Posterior
Posterior of posterius is de Latijnse plaatsaanduiding van een lichaamsonderdeel dat achter een ander, gelijkaardig lichaamsdeel ligt. Het tegenovergestelde is anterior. In het Nederlands wordt ook wel posterieur gebruikt.
Voorbeelden:
- Ligamentum longitudinale posterius: achterste lengteband die achter de wervels loopt, tegenover
- Ligamentum longitudinale anterius: voorste lengteband die voor de wervels loopt

superior · inferior · anterior · posterior 

craniaal · rostraal · caudaal 

proximaal · distaal 

ventraal · dorsaal · lateraal · mediaal
coronaal · sagittaal · mediaan · transversaal 

nasaal · temporaal · occipitaal 

contralateraal · ipsilateraal · bilateraal · unilateraal 

afferent · efferent